# Humboldtglaciären
Humboldtglaciären är en ca 100 km bred glaciär på norra Grönland, på 79° nordlig bredd. Den är norra halvklotets största glaciär och är uppkallad efter den tyske upptäcktsresande Alexander von Humboldt. Humboldtglaciären, som liksom alla glaciärer i Grönland minskar i storlek, slutar med en lodrätt isvägg i Kane Basin.

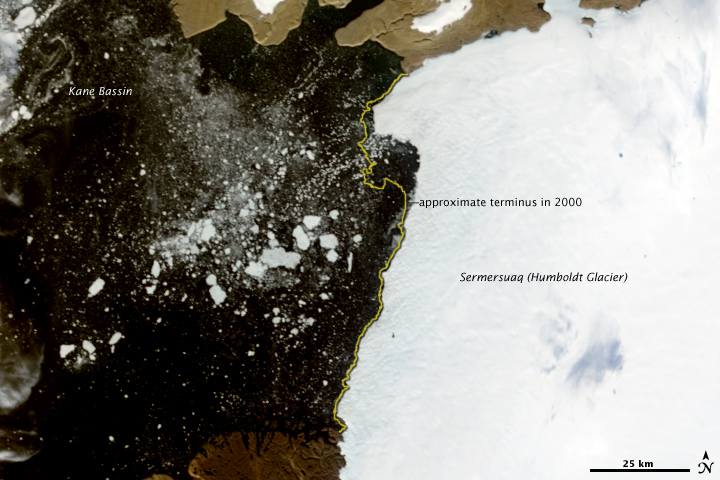
Satellitbild av Humboldtglasiären, 2008. Iskanten år 2000 visas med en gul linje